# مالیچه (ملایر)
مالیچه (ملایر)، روستایی از توابع بخش سامن شهرستان ملایر در استان همدان ایران است.

## جمعیت
این روستا در دهستان حرم رودسفلی قرار دارد و براساس سرشماری مرکز آمار ایران در سال ۱۳۹۵، جمعیت آن ۵۸ نفر (۲۱خانوار) بوده‌است.
جمعیت غیرساکن این روستا ، که بصورت فصلی در روستا هستند ، بخصوص ایام عید نوروز و شهریورماه ، حدود 900 نفر می باشد

## امکانات روستا
مسجد
خانه ی بهداشت (فاقد پزشک)
لوله کشی آب شرب
لوله کشی گاز
زمین ورزشی با مساحت 6000 متر مربع
سالن ورزشی به مساحت 150 متر مربع